# 刘小河
刘小河（1954年4月—），男，汉族，安徽安庆人，中华人民共和国政治人物，曾任中共固原市委书记、固原市人大常委会主任，宁夏回族自治区人民政府主席助理、党组成员，宁夏回族自治区政协副主席。